# The Bad Batch
The Bad Batch és un thriller de terror romàntic dirigit i escrit per Ana Lily Amirpour. Protagonitzada per Suki Waterhouse, Jason Momoa, Giovanni Ribisi i Yolonda Ross. La fotografia va començar damunt 8 d'abril de 2015 a Los Angeles. Va ser seleccionat per a competir pel Lleó d'Or al 73è Festival de Cinema Internacional de Venècia.

## Argument
Un història d'amor distòpica en un Texas erm que té lloc en una comunitat de caníbals.

## Repartiment
- Suki Waterhouse com Arlen
- Jason Momoa com Miami Man
- Giovanni Ribisi com Bobby
- Yolonda Ross com Maria
- Jim Carrey com Hermit
- Keanu Reeves com The Dream
- Diego Luna com John